# مافيا رومانية
مافيا رومانية (بالإنجليزية: Romanian mafia)‏ هو مصطلح يستخدم لوصف الجماعات الإجرامية المنظمة الرومانية.
تنشط المافيا الرومانية حسب تقرير يوروبول في شمال إيطاليا وإسبانيا.